# Oberamt Waibstadt
Das Oberamt Waibstadt war eine während der napoleonischen Zeit von 1807 bis 1810 bestehende Verwaltungseinheit im Norden des Großherzogtums Baden.

## Geschichte
Vor Inkrafttreten der Bestimmungen des Reichsdeputationshauptschlusses 1803 hatte das im Kraichgau gelegene Waibstadt unter der kirchlichen Herrschaft des Hochstifts Speyer gestanden und war Sitz eines Amtes, das nur aus der Stadt bestand, anschließend kam es zu Baden. Dessen Regierung teilte es zunächst dem Amt Neckarschwarzach zu.
Mit der Umsetzung der Rheinbundakte 1806 wurden im Kraichgau ansässige reichsritterschaftliche Familien mediatisiert, ihre Besitzungen großteils unter badische Landeshoheit gestellt. Dessen Regierung gründete im Sommer 1807 das Oberamt Waibstadt, dem sie, nun als grundherrschaftlich klassifizierte Orte der Ritterschaft zuordnete. Im Rahmen der Verwaltungsgliederung Badens wurde es der Provinz des Unterrheins oder die Badische Pfalzgrafschaft zugeteilt. Im Dezember desselben Jahres wurden noch weitere Orte nachgetragen, außerdem wurden dem landesherrlichen Oberamt die standesherrlichen Ämter Hilsbach und Sinsheim unterstellt.
Ende 1809 wurde in Baden eine Vereinheitlichung der Verwaltungsstrukturen verkündet. Mit Wirksamkeit 1810 traten an die Stelle der drei Provinzen zehn Kreise, die landesweit als Mittelbehörde oberhalb der Ämter fungierten. Waibstadt wurde dem Odenwälderkreis zugewiesen und zugleich als Amt aufgelöst. Die Stadt ging zurück an Neckarschwarzach, die grundherrschaftlichen Orte wurden dem Kreis unmittelbar unterstellt.

## Orte des Oberamtes
Im Juli 1807 verkündet:
Waibstadt die grundherrlichen Gemeinden Neidenstein, Hoffenheim, Tairnbach, Eichtersheim, Dühren, Michelfeld, Weiler, Rohrbach, Ehrstädt, Adersbach, (Neckar)bischofsheim, Hasselbach, Babstadt, Wollenberg, Guttenberg, (Neckar)mühlbach, Rappenau, Treschklingen, Kälbertshausen, Kohlhof, Hüffenhardt, Heinsheim, Zimmerhof, Hochhausen, Grombach, Berwangen und Gemmingen.
Im Dezember 1807 nachgetragen:
Stebbach, Streichenberg, Ober- und Untergimpern, Siegelsbach, Wagenbach, Daisbach, Eschelbronn, Spechbach, Zuzenhausen, Michelbach, Epfenbach, Flinsbach, Helmstadt, Moosbrunn, Reichartshausen und Daudenzell.

## Weitere Entwicklung
Ende 1810 entstanden neu die Ämter Gemmingen, Neckarbischofsheim und Eichtersheim, denen Orte des ehemaligen Oberamts übertragen wurden. Das Amt Neckarschwarzach wurde 1813 aufgelöst, Waibstadt mit anderen Orten Neckarbischofsheim zugeteilt.
Nach zahlreichen Umstrukturierungen und Veränderungen in der Verwaltungszugehörigkeit verteilen sich die Orte des ehemaligen Oberamts seit der Kreisreform 1973 auf den Rhein-Neckar-Kreis (hier Waibstadt), den Landkreis Heilbronn und den Neckar-Odenwald-Kreis.